# 4041 Miyamotoyohko
4041 Miyamotoyohko eller 1988 DN1 är en asteroid i huvudbältet, som upptäcktes den 19 februari 1988 av den japanske amatörastronomen Takuo Kojima i Chiyoda. Den är uppkallad efter Yohko Miyamoto.
Asteroiden har en diameter på ungefär 26 kilometer och den tillhör asteroidgruppen Eos.